# Rojas de Cuauhtémoc
Rojas de Cuauhtémoc è un comune del Messico, situato nello stato di Oaxaca.